# Фабрика зонтиков (Ланкастер)
Фабрика зонтиков Фоллмера, Клогга и компании, также известная как Дом Ван Скивера — промышленное здание в Ланкастере, штат Пенсильвания, Соединённые штаты Америки.
Пятиэтажное кирпичное здание с четырёхугольной угловой башней расположено по адресу Вест Кинг стрит, 254—260, на углу улицы Малберри. Оно построено фирмой «Фоллмер, Клогг и компания», одним из крупнейших мировых производителей зонтиков, в 1880—1905 годах. Фабрика имеет П-образную форму и расположена на участке размером 45 х 75 метров.
В 1944 году здание приобретено мебельной компанией Ван Скивера, разместившей здесь мебельную мастерскую, склад и магазин. С 1982 года здание пустовало, а в 1986 году было реконструировано и приспособлено под жилые апартаменты. В этом же году памятник был включён в Национальный реестр исторических мест США.